# Vườn quốc gia Kampinos
Vườn quốc gia Kampinos (tiếng Ba Lan: Kampinoski Park Narodowy) là một công viên quốc gia ở phía đông trung bộ Ba Lan, ở Masovian Voivodeship, ở ngoại ô phía tây bắc của Warsaw. Nó có hợp đồng thỏa thuận công viên chị em với Công viên quốc gia Indiana Dunes, Indiana, Hoa Kỳ.
Ý tưởng tạo ra một công viên ở đây xuất hiện lần đầu tiên vào những năm 1920. Vào những năm 1930, khu bảo tồn rừng đầu tiên đã được mở: Granica, Sieraków và Zamczysko. Ngày nay, những khu dự trữ này lớn hơn nhiều và được bảo vệ nghiêm ngặt.
Công viên được thành lập vào năm 1959, với tổng diện tích là 407 km2. Nó bao gồm Rừng Kampinos cổ đại (Puszcza Kampinoska), vào tháng 1 năm 2000, khu vực này đã được thêm vào danh sách dự trữ sinh quyển của UNESCO. Công viên bây giờ nhỏ hơn một chút so với ban đầu, bao gồm 385.44 km2, trong đó 46,38   km² được bảo vệ nghiêm ngặt. Khu bảo vệ xung quanh Công viên rộng 377,56   km². Rừng chiếm khoảng 70% diện tích của công viên và cây phổ biến nhất là thông. Biểu tượng của công viên là con nai sừng tấm.
Công viên quốc gia Kampinoski nằm ở điểm giao sông lớn nhất Ba Lan - tại đây các thung lũng Vistula, Bug, Narew, Wkra và Bzura gặp nhau. Không có hồ, con sông lớn nhất của Công viên là Łasica, một nhánh của Bzura, hoạt động như một kênh nước.
Hệ thực vật của công viên rất phong phú với khoảng 1245 loài thực vật, trong đó 69 loài được bảo vệ. Cảnh quan của công viên là sự pha trộn giữa cồn cát và vùng đất đầm lầy với những cây thông mọc trên cát và đồng cỏ trên đầm lầy.
Công viên, cùng với một thung lũng Vistula gần đó, là một khu vực phát triển quan trọng của nhiều loài động vật. Theo các nhà sinh vật học, có 16.000 loài động vật, trong đó phần lớn là côn trùng (2 030 loài) và chim (200 loài). Các chuyên gia của công viên có kinh nghiệm trong lĩnh vực giới thiệu lại một số động vật - nai sừng (từ năm 1951), hải ly (từ năm 1980) và linh miêu (từ năm 1992). 83 loài động vật được coi là có nguy cơ tuyệt chủng.
Khu vực của công viên có một lịch sử phong phú, tại đây đã diễn ra nhiều sự kiện quan trọng liên quan đến lịch sử Ba Lan. Nhắc nhở về quá khứ là rất nhiều và bao gồm các ngôi mộ của những người nổi dậy từ cuộc nổi dậy chống Nga năm 1863, nghĩa trang chiến tranh từ cuộc chiến tranh Ba Lan-Đức năm 1939 và ngôi mộ của các thành viên kháng chiến chống Đức (1944. Tại nghĩa trang Palmiry có nhiều cư dân Warsaw, bị người Đức bí mật giết chết tại đây trong những năm 1939-1945. Tại Żelazowa Wola ở ngoại ô Công viên, có một ngôi nhà trang viên nơi nhà soạn nhạc nổi tiếng Frédéric Chopin được sinh ra.

Khách du lịch được chào đón trên những con đường mòn đi bộ, đi xe đạp và trượt tuyết của công viên. Người ta cũng có thể thuê một con ngựa và cưỡi trên những con đường mòn có tổng chiều dài khoảng 360 km. Những người đam mê đạp xe có thể tận dụng 200 km đường mòn cho xe đạp.

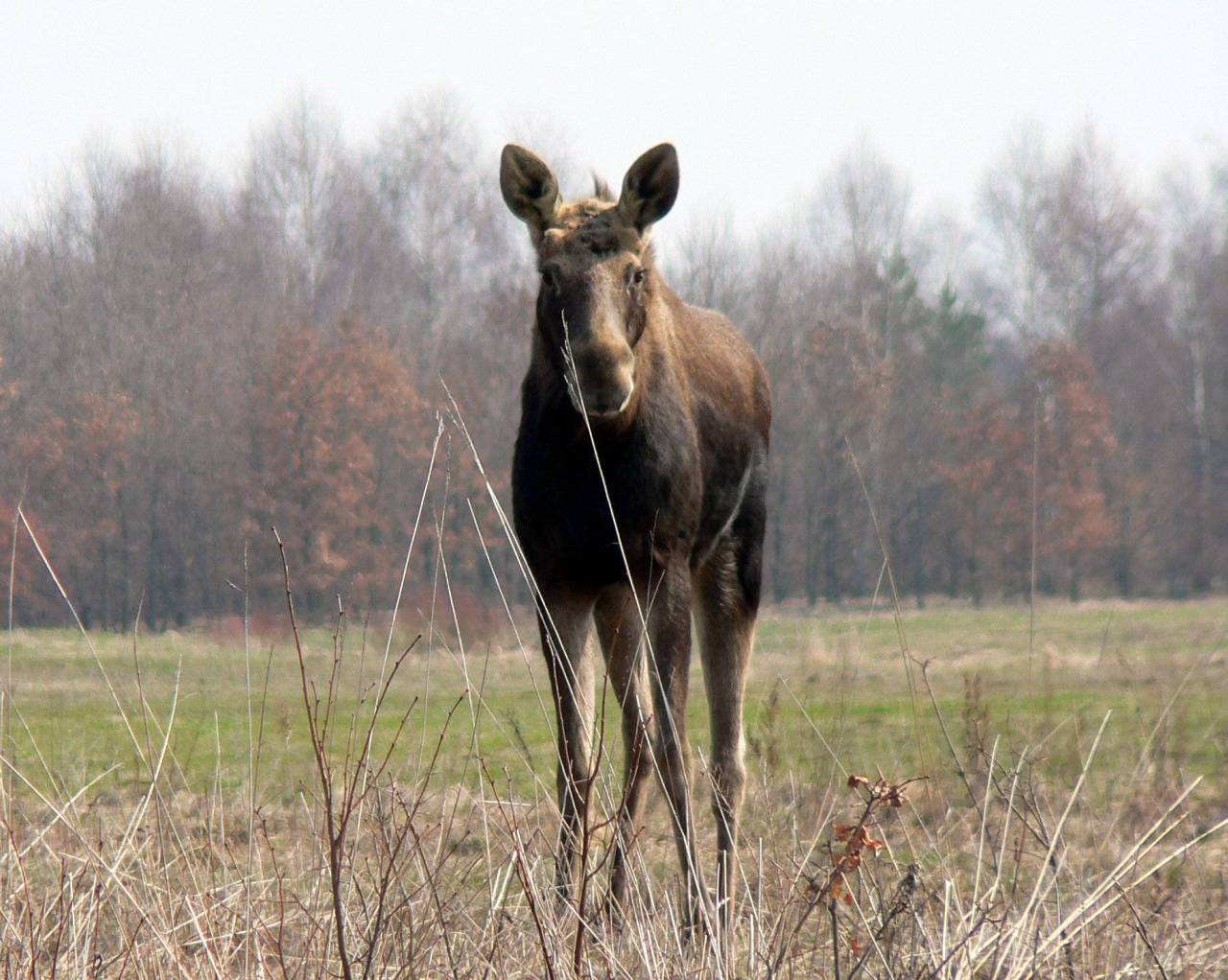
nai sừng tấm
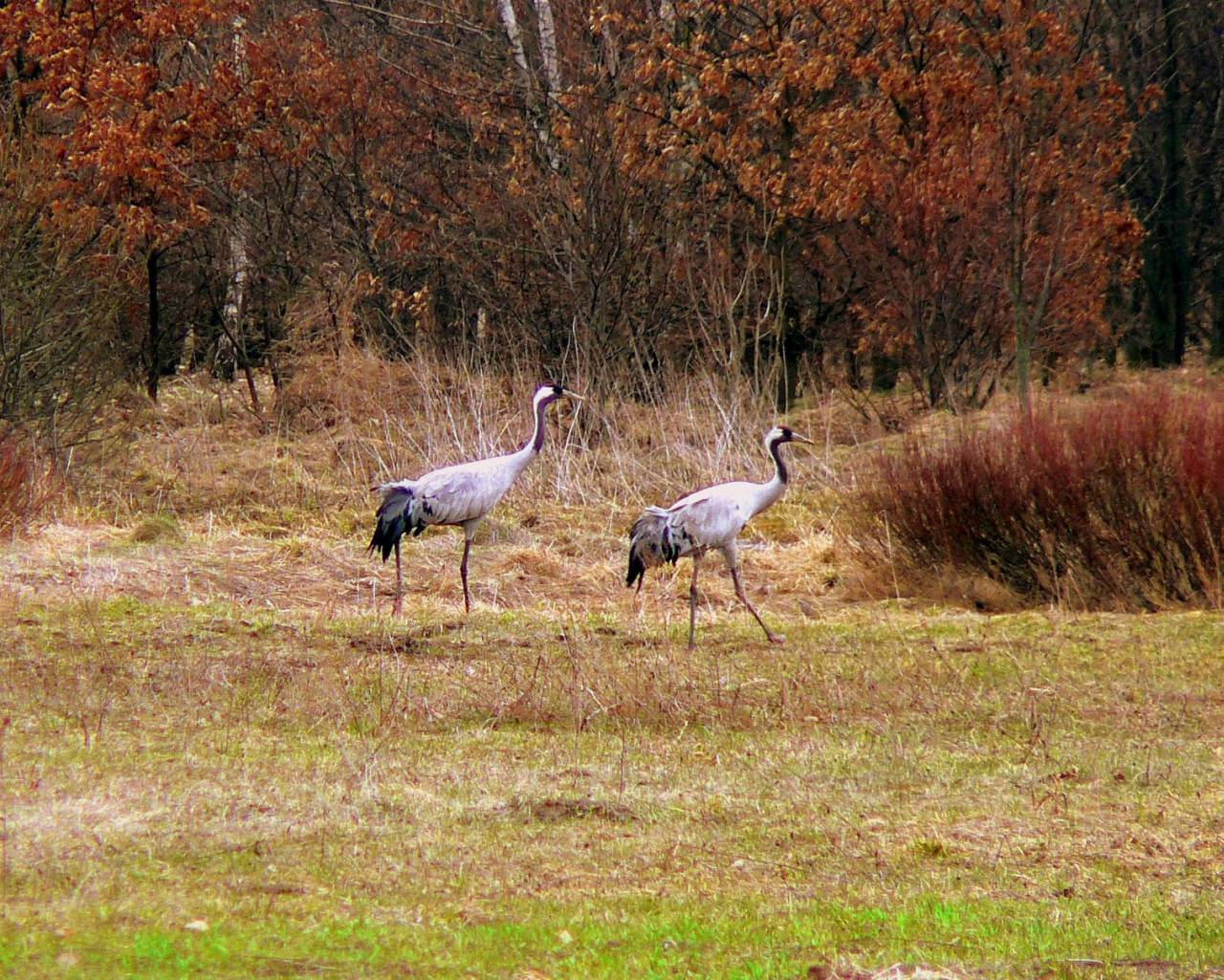
Sếu
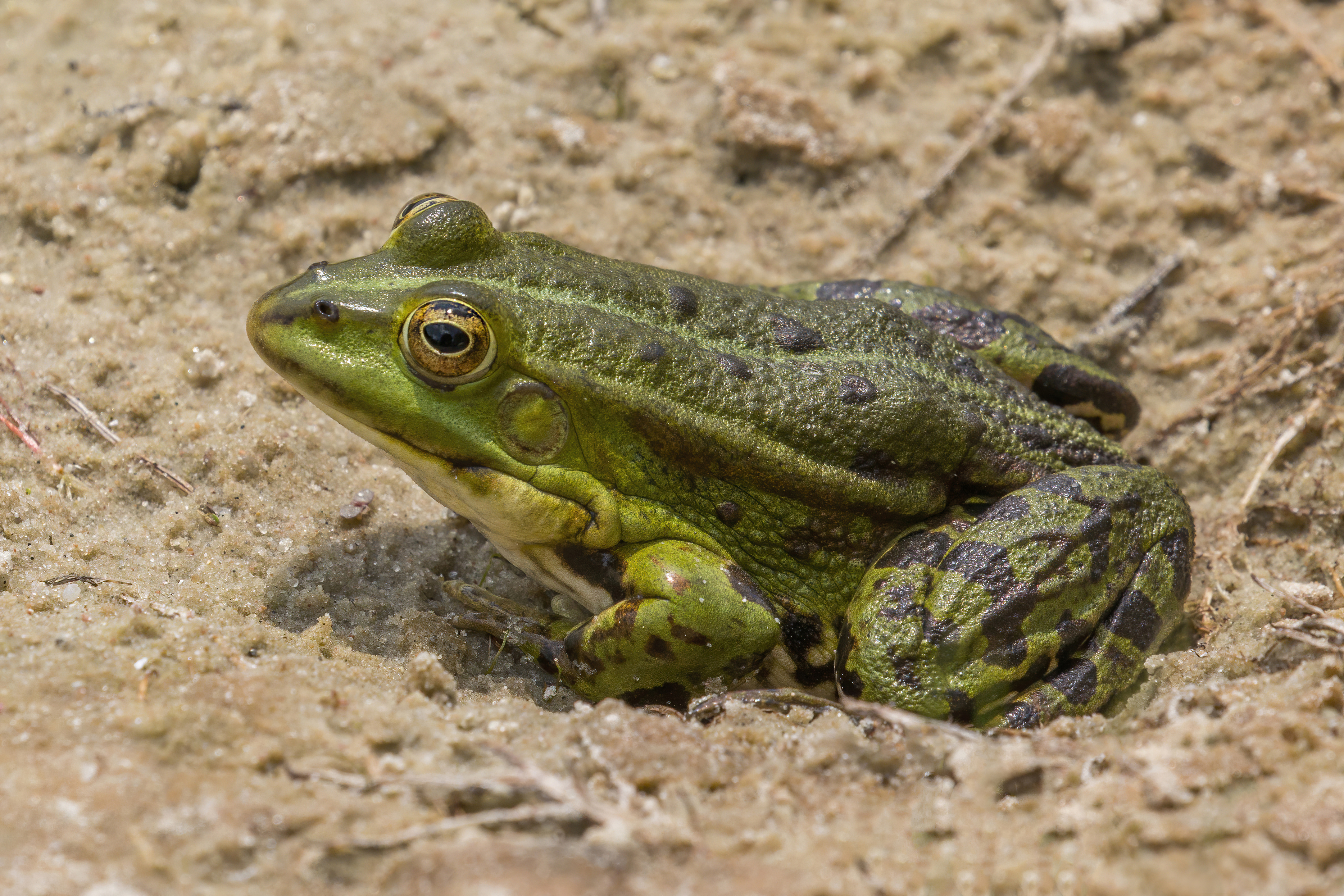
Ếch
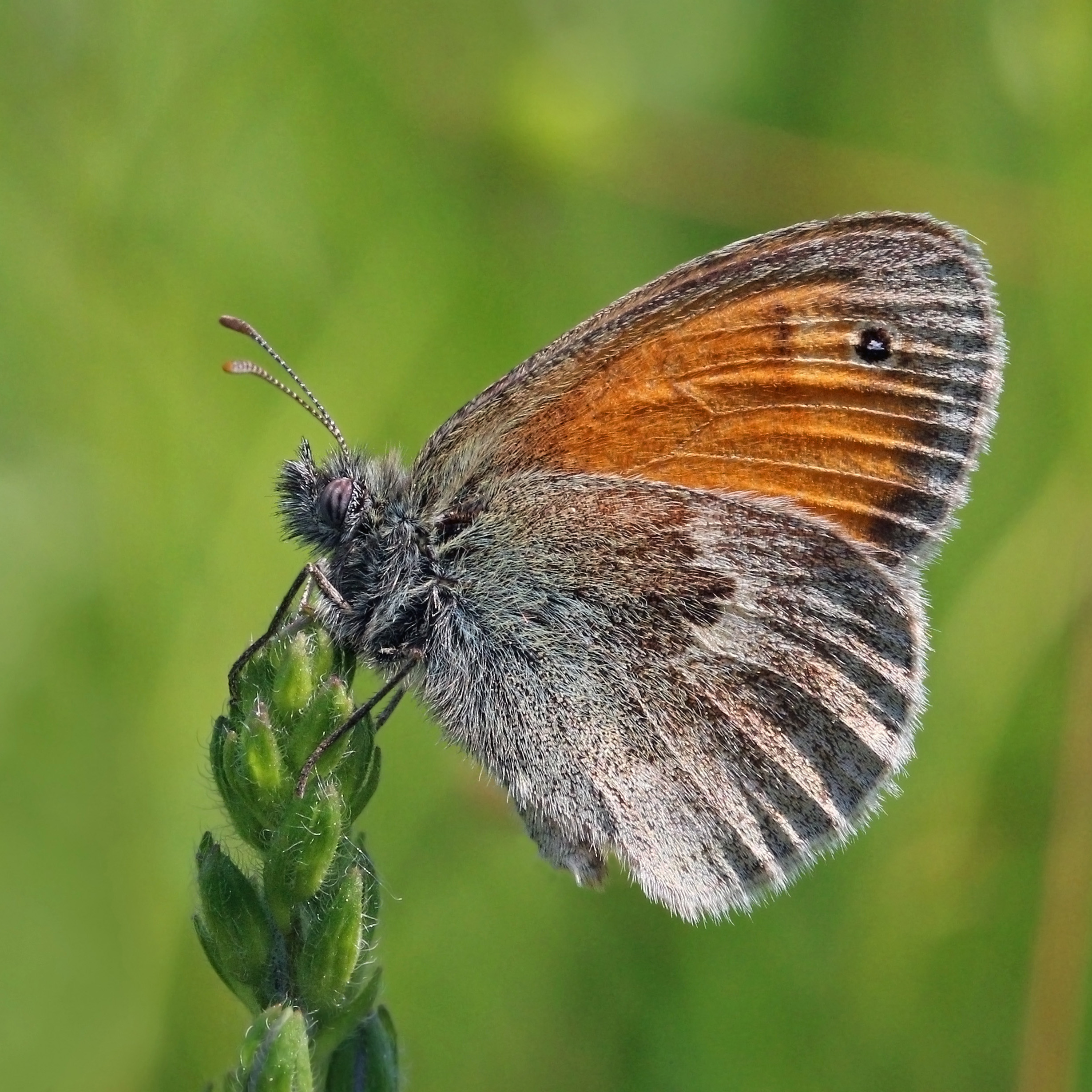
Bướm nhỏ
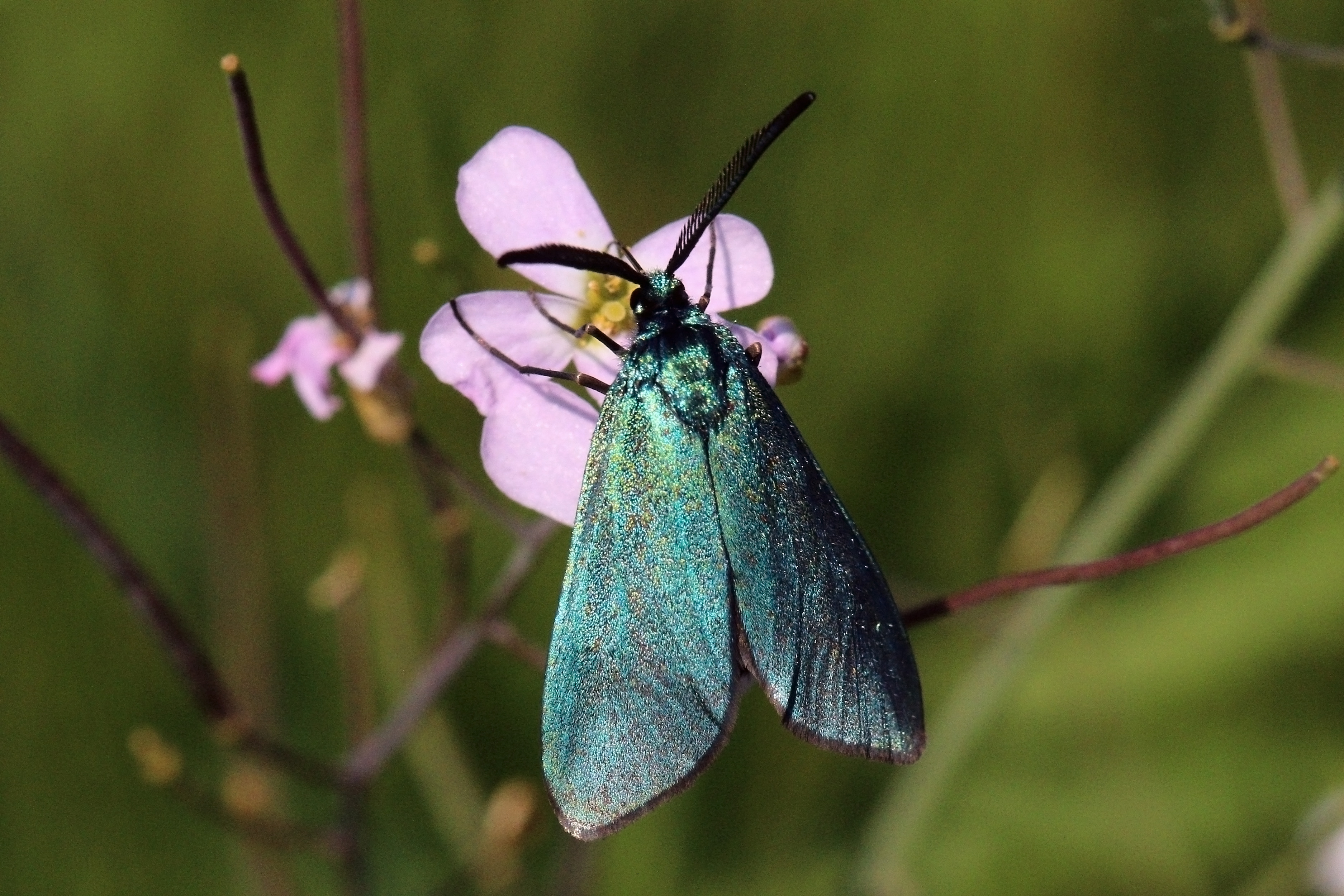
Bướm rừng xanh